# 郤缺
郤缺（？—前597年），姬姓，郤氏，名缺，谥成，又称郤成子，春秋时期晋国大夫。其父是晋惠公的谋主郤芮，因随父食邑于冀（今山西稷山），故又称冀缺。

## 生平
晋文公继位，杀死了郤芮，郤缺沦为平民，夫耕妻饷，相敬如宾。胥臣看郤缺有品德，向晋文公推荐。郤缺成为下軍大夫。晋襄公时，参与对白狄作战，俘获其首领。晋灵公时，赵盾成为正卿，郤缺成为赵盾的心腹。赵盾死后，郤缺继承中军将的位置，重得冀封，辅佐晋成公、晋景公。他在邲之战之前去世，荀林父继承正卿之位。其子郤克后来也成为正卿。
| 前任： 赵盾 | 春秋晉國正卿 前601年—前597年 | 繼任： 荀林父 |